# Milko Kos
Milko Kos, slovenski zgodovinar in geograf, * 12. december 1892, Gorica, tedaj Avstro-Ogrska, † 24. marec 1972, Ljubljana.
Rodil se je v družini zgodovinarja Franca Kosa, profesorja na gimnaziji v Gorici in tržačanke Marije Sbuelz, po rodu Furlanke. Njegov brat je bil poznejši slikar Gojmir Anton Kos. Zgodovino in geografijo je študiral na dunajski univerzi in bil leta 1916 promoviran. V letih 1915–17 se je izpopolnjeval na Inštitutu za avstrijsko zgodovinsko raziskovanje in 1918–20 delal v komisiji za reševanje arhivskega nasledstva za Slovenijo.
V letih 1919-24 je bil zaposlen v tedanji Državni študijski knjižnici (današnji NUK) v Ljubljani in se eno leto (1921/22) iz pomožnih zgodovinskih ved izpopolnjeval na pariški École nationale des chartes. Leta 1924 je postal docent na beograjski univerzi, nato pa oktobra 1925 izredni profesor za pomožne zgodovinske vede na Univerzi v Zagrebu. Po odhodu Ljudmila Hauptmanna z ljubljanske univerze v Zagreb je leta 1926 postal izredni profesor za srednjeveško zgodovino in pomožne zgodovinske vede na Filozofski fakulteti Univerze v Ljubljani. Leta 1934 je postal redni profesor, 1936/37 je bil dekan, v letih 1941-50 ter ponovno od 1958 do upokojitve 1965 pa  predstojnik inštituta oz. oddelka za zgodovino na FF; predaval je še do leta 1967. V času druge svetovne vojne (med 1941 in 1945) je bil rektor Univerze v Ljubljani, nato do 1948 njen prorektor. 
Sodeloval je pri znanstveni izdaji virov za slovensko zgodovino (Conversio Bagoariorum et Carantanorum, 1936; Brižinski spomeniki, 1937; Urbarji salzburške nadškofije, 1939; Urbarji slovenskega primorja, 2 dela: 1948, 1954), kot tudi za hrvaško, srbsko in ogrsko zgodovino, proučeval istrske listine, urbarje (ljudsko sodstvo, kmečka bremena), zgodovino posameznih krajev ali okolišev. Najbolj se je posvetil srednjeveški kolonizaciji današnjega slovenskega ozemlja; krajevna imena je povezoval s podatki o arheoloških najbah in z dokumentacijo v pisanih virih (Srednjeveška Ljubljana: topografski opis mesta in okolice, 1955), Gradivo za historično topografijo Slovenije za Kranjsko do leta 1500, 1975). Napisal je oris celotne slovenske zgodovine (Istorija Slovenaca, 1927) in prikaze nekaterih pokrajin (Slovensko primorje do 18.stoletja), njegovo najpomembnejše delo pa je prvi poskus sinteze slovenske srednjeveške zgodovine (Zgodovina Slovencev od naselitve do petnajstega stoletja (1933, 1955-2.izdaja; 1960-srbski prevod). Sodeloval je tudi pri skupinskih delih, mdr. Stanojevićevi Narodni enciklopediji (1925- 29), Zgodovini narodov Jugoslavije I (1953), Enciklopediji Jugoslavije (1954-71) ter Gospodarski in družbeni zgodovini Slovencev : Zgodovina agrarnih panog I. (izšla 1970 kot prva knjiga dolgoročnega projekta Leksikon gospodarske in družbene zgodovine Slovencev, ki ga je Milko Kos zasnoval 1951. leta).
Od konca 30. let 20. stoletja do smrti je veljal za vodilnega slovenskega zgodovinarja. Od 1934 do 1941(45) je bil predsednik Muzejskega društva za Slovenijo, po vojni pa od ustanovitve (oz. preimenovanja le-tega) 1946 do 1948 predsednik in nato dolgoletni podpredsednik Zgodovinskega društva za Slovenijo, ki ga je 1968 imenovalo za častnega člana (enako tudi Muzejski društvi v Škofji loki in na Ptuju). 
Njegova bibliografija obsega preko 350 del. Vzgojil je tudi vrsto pomembnih slovenskih zgodovinarjev. Za znanstveno delo je 1955 prejel Prešernovo nagrado, Univerza v Ljubljani mu je 1969 podelila častni doktorat, dunajska pa 1966 zlato doktorsko diplomo.
Od 1928 je bil član Znanstvenega društva za humanistične vede v Ljubljani, 1938 je bil imenovan med ustanovne člane AZU oz. Slovenske akademije znanosti in umetnosti (SAZU), katere glavni tajnik je bil več kot dvajset let (1938/39 in od 1950 do smrti) ter član sveta jugoslovanskih akademij. Postal je tudi dopisni član Slovanskega inštituta v Pragi (1936), jugoslovanske (JAZU, Zagreb, 1937), češke (1937 oz. 57?), poljske (PAU, Krakov ali PAN, Varšava? 1947/48) in srbske akademije (SANU, 1961) ter član Inštituta za avstrijsko zgodovinsko raziskovanje na Dunaju (1953).
Po njem se od 1977 imenuje Zgodovinski inštitut Milka Kosa na ZRC SAZU, ki je izšel iz sekcije za občo in narodno zgodovino Zgodovinskega inštituta SAZU, katere pobudnik je bil leta 1947 in ga nato kot upravnik (in obenem načelnik omenjene sekcije) vodil do smrti. Leta 1982 so mu v aleji velikih mož v Novi Gorici postavili doprsni kip.